# ソッピース タブロイド
ソッピース タブロイド / シュナイダー
ソッピース シュナイダー。1914年のモナコにおけるシュナイダー・トロフィー・レースにハワード・ピクストンの操縦で優勝した機体の同型機。
- 用途：スポーツ機、偵察機
- 分類：複葉機
- 製造者：ソッピース・アヴィエーション
- 運用者**イギリス陸軍航空隊
  - イギリス海軍航空隊
- 初飛行：1913年11月
- 生産数：タブロイド:40機、シュナイダー:160機
- 運用開始：1914年
- 退役：1915年

ソッピース タブロイド（Sopwith Tabloid）およびソッピース シュナイダー（Sopwith Schneider）はイギリスの複葉スポーツ機。ソッピース・アヴィエーション社が最初に製作した航空機のひとつであり、「タブロイド」という名前は、それがとても小さかったことに由来する。初めて登場したとき、その性能は当時の単葉機を凌いでおり、センセーションを巻き起こした。

## 設計と開発
1913年11月に初飛行したタブロイドの原型機は、当時としては珍しい並列の複座機だった。補助翼は持たず、ローリング運動は主翼をたわめることで行った。当初の発動機は80馬力のグノーム・モノスーパープ・ロータリーエンジンで、ファーンボロにおいてハリー・ホーカーがテストしたときには、1名の乗客を乗せて最高速度148 km/hを記録した。また366 m（1,200フィート）に上昇するのに1分しかかからなかった。タブロイドは合計40機製作された。
1914年4月20日、「ソッピース シュナイダー」として知られる、100馬力グノーム・モノスーパープエンジンを装備したタブロイドのフロート装着型が、ハワード・ピクストンの操縦により、モナコで行われたシュナイダー・トロフィー・レースに優勝した。シュナイダー・レーサーは量産に移され、若干の変更が加えられたものが合計160機生産された。
シュナイダーを水上機母艦から運用する実験が行われ、水上機母艦ベン・マイ・クリーから行われた実験は失敗したが、1915年8月6日、水上機母艦カンパニアからの発進に成功した。

## 運用歴
タブロイドの単座型は1914年に生産に入り、最終的に36機がイギリス陸軍航空隊と海軍航空隊で使用された。タブロイドは第一次世界大戦の勃発にともないフランスに展開し、高速スカウトとして使われた。海軍航空機の若干の機体は、上翼の上にルイス機関銃を装備し、プロペラ回転面の外から射撃した。他の1機は、弾丸をはじくくさびをプロペラブレードに取り付けたうえで、プロペラ回転面を通してルイス機関銃を発射した。
タブロイドはまた爆撃機としても働いた。1914年9月22日にはイギリス機として初めてドイツ本国の空襲を行った。最も有名な作戦は1914年10月8日にアントウェルペンから発進した海軍飛行隊の2機のタブロイドが行った、ケルンとデュッセルドルフのツェッペリン格納庫への攻撃である。ケルンの目標は確認できなかったために代わりに鉄道の駅を爆撃することとなったが、デュッセルドルフの格納庫には600フィートの高さから20ポンド爆弾2発を投下し、ツェッペリンZ.IX飛行船を破壊した。
タブロイドは1915年前半に実戦から退いた。

## 派生型
タブロイド
原型。車輪装備。
1914年シュナイダー・レーサー
タブロイドのフロート装着型。
シュナイダー
シュナイダー・レーサーの生産型。フロート装備。
レベッド VII
ライセンスを得ることなくロシアのレベッドによってコピーされ、偵察機として使用された。
レベッド VIII
レベッド VIIの降着装置改良型。

## 使用者
イギリス
- イギリス陸軍航空隊
  - 第3飛行隊
- イギリス海軍航空隊
- イギリス空軍
  - 第201飛行隊

## 性能諸元
諸元
- 乗員: 1
- 全長: 7.02 m
- 全高: 3.05 m
- 翼幅: 7.77 m
- 翼面積: 22.39 m2
- 空虚重量: 545 kg
- 最大離陸重量: 717 kg
- 動力: グノーム・モノスーパープ 9気筒 ロータリーエンジン、100 hp    × 1

性能
- 最大速度: 148 km/h
- 航続距離: 510 km
- 実用上昇限度: 4,600 m

武装
- 固定武装: 7.7 mmルイス機銃 ×1（前方向き。海軍航空隊機の一部）、
- 爆弾: 20ポンド（9 kg）爆弾 ×2